# Cleto José Torrodellas Mur

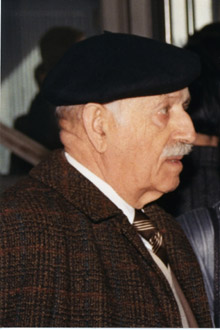
Cleto José Torrodellas Mur.

Cleto José Torrodellas Mur (Estadilla, provincia de Huesca, España, 17 de mayo de 1914 - Barcelona, 5 de noviembre de 1988) fue un escritor y poeta español en dialecto aragonés bajorribagorzano y en castellano, que firmaba con el seudónimo Pablo Recio. 

## Biografía
Cleto José Torrodellas Mur nació en Estadilla, provincia de Huesca, el 17 de mayo de 1914, hijo de José Torrodellas, herrero de profesión, y de Lorenza Mur, siendo el segundo de tres hermanos.
Pasó su niñez y primera juventud en su pueblo natal de la Ribagorza, tierra por la que siempre sintió un gran apego. Además de destacar como buen estudiante, en la escuela del pueblo siguió clases de música y formó parte de su orquesta, de tal nivel que animaba regularmente bailes y fiestas mayores en pueblos de la comarca.
Estudió la carrera de magisterio, que terminó en 1934, pero que no llegó a ejercer más que durante una corta temporada como suplente.
Al poco tiempo de empezar el servicio militar estalló la Guerra Civil, por lo que tuvo que pasar cinco años en filas, destinado en el aeródromo de Agoncillo, cerca de Logroño, alcanzando el grado de sargento del arma de Aviación.
Una vez licenciado, estudió maestría industrial, en la especialidad de electricidad, y también radiotecnia. Su primera actividad profesional de importancia fue la de jefe de la central hidroeléctrica de Arias y colonia de trabajadores aneja, a escasos kilómetros de Estadilla.
Contrajo matrimonio en 1947 con Rosa Martí Esbrí, joven de Barcelona con la que tuvo un hijo en 1949 y una hija en 1957.
En 1954 se trasladó a Barcelona, donde ejerció el cargo de director adjunto de la empresa y fábrica de tejidos para decoración La Escocesa, de origen británico, hasta su jubilación.
Falleció en Barcelona el 5 de noviembre de 1988, víctima de un ataque cardíaco, y fue enterrado en Estadilla.

## Obra
Su obra principal es de estilo eminentemente popular: romances y coplas que con frecuencia giran alrededor de la nostalgia que el autor sentía de su niñez y juventud en un pequeño pueblo, durante las primeras décadas del siglo XX. En este sentido, es considerado continuador de su tío, Cleto Torrodellas Español (1868 - 1939), también poeta popular estadillano. En sus composiciones en idioma castellano, abordaba temas relacionados con su devenir diario, familiar y profesional, casi siempre con un punto de humor e ironía, y también versos en los que predominan la poesía y el simbolismo.
Merecen especial atención sus escritos en el dialecto aragonés bajorribagorzano de Estadilla, pues constituyen un fondo de interés para filólogos y lingüistas, al estar escritos en una lengua que se ha ido diluyendo rápidamente en el castellano, con la progresiva desaparición de sus vocablos y modismos específicos. Sus romances en este dialecto más conocidos y celebrados son Mocez (Muchachos), Cuan eban chicoz nusatros (Cuando nosotros éramos pequeños) y En un llugá prou talcual (En un lugar bastante vulgar).
Empezó a publicar sus composiciones en el Boletín del Centro Aragonés de Barcelona, y a partir de 1979, en colaboraciones en Fuellas, publicación periódica del Consello d'a Fabla Aragonesa, de Huesca.
Extraordinariamente meticuloso, el autor revisaba y corregía constantemente sus escritos, circunstancia que contribuyó en gran medida al retraso de la publicación de la mayor parte de su obra en el libro Horas Sueltas por el Consello d'a Fabla Aragonesa en 1990, publicación que finalmente resultó póstuma, y que mereció el Premio Pedro Arnal Cavero de la Diputación General de Aragón en 1991.
El resto de la producción de Pablo Recio consiste en la colección de 522 coplas (500 y más Coplas de Vario Talante), que dio por terminada en 1985 tras numerosas ampliaciones.
Formó su seudónimo Pablo Recio con el nombre de su abuelo paterno, Pablo, y el de la casa familiar a la que pertenecía, Casa'l Recio, que después pasó a conocerse como Casa'l Ferrero por el oficio (herrero) de su padre y su hermano mayor.